# 村山康文
村山康文（むらやまやすふみ、1968年11月3日 - ）は、日本のフォトジャーナリスト。男性。京都市在住。
兵庫県多紀郡篠山町（現在の丹波篠山市）生まれ。高校を中退後、20代は職を転々とする。28歳で大学検定試験を取得し、29歳の時に立命館大学夜間主文学部哲学科に入学。大学在学中に報道写真家の石川文洋に出会い、ベトナムツアーに参加。立命館大学中退後、フォトジャーナリストとして、主にベトナムの社会問題を追い続ける。

## 略歴
- 1968年11月3日 兵庫県多紀郡篠山町（現在の丹波篠山市）に生まれる。
- 1986年 兵庫県立篠山鳳鳴高等学校中退。
- 1997年 20代は数々の仕事をし、この年に大学検定試験を取得する。
- 1998年4月 立命館大学夜間主文学部哲学科に入学。29歳。
- 1998年9月 教授の紹介により、報道写真家石川文洋に出会い、一緒にベトナムへ旅をする。このころからカメラを始める。
- 2000年5月 立命館大学内で初のパネル展を開催。
- 2000年8月 第1回ベトナム・スタディーツアー開催。
- 2001年3月 立命館大学を中退。
- 2001年～ 年に2、3度のベトナム渡航をし、ベトナム・スタディーツアーを開催。
- 2006年 大阪靭公園のホームレス行政代執行の取材。日本で初めての本格的な取材。
- 2006年9月 枯れ葉剤被害者と思われるドー・トゥィ・ユンさん（当時18歳）を日本へ招き、京都大学医学部附属病院で手術を行う。
- 2007年 大阪長居公園のホームレス行政代執行の取材。
- 2007年8月 ベトナム・ホーチミン市の戦争証跡博物館にて「ベトナム戦争の傷跡」と題した写真展を開催。
- 2008年3月 ベトナムのエイズをテーマにした初の書籍「いのちの絆　エイズ・ベトナム・少女チャン」を出版。
- 2009年7月～9月 ベトナム・ホーチミン市戦争証跡博物館にて2回目の特別展を開催。
- 2010年4月 村山康文写真事務所設立。同時に「村山康文写真交流クラブ」を発足。
- 2011年2月より　ベトナム・ホーチミン市戦争証跡博物館の枯れ葉剤コーナーに4枚の写真を常設展示。
- 2011年11月　韓国・ソウル　Seoul Art Space_Seogyoにて「ベトナム戦争の傷跡」写真展開催。
- 2014年7月　ベトナムの南シナ海のホアンサ諸島（英名：スプラトリー諸島）海域に接近取材。
- 2014年7月　ベトナム・ホーチミン市にあるVOV大学にて写真展「ホアンサ諸島への想い2014」を開催。
- 2015年4月　ベトナム・ホーチミン市で行われた「南部解放・南北統一40周年記念式典」を取材。
- 2019年2月　ベトナム・ハノイ市で開催された二回目の米朝会談を取材。

## 著書
- 『いのちの絆　エイズ・ベトナム・少女チャン』　アットワークス　2008年

## 電子書籍
The Beautiful Flowers　～日韓越、60人の女子学生と辿る3ヶ国の近現代史～　wook 2012年
ベトナムでボクが出会ったこどもたち wook 2012年
ベトナム戦争の傷痕　wook 2012年